# Flashback (The J. Geils Band)
Flashback - The Best of the J. Geils Band è una raccolta dei The J. Geils Band, uscita nel 1985.

## Tracce
- Love Stinks
- Freeze-Frame
- Flamethrower
- Just Can't Wait
- I Do
- Centerfold
- Come Back
- Wild Man
- One Last Kiss
- Land of a Thousand Dances